# Nine-Tenths of the Law (film 1918)
Nine-Tenths of the Law è un film muto del 1918 scritto, diretto e interpretato da Reeves Eason (B. Reeves Eason). Nel cast figura anche il figlio del regista, il piccolo B. Reeves Eason Jr., nel ruolo del bambino rapito.

## Trama
Due malviventi, "Red" Adair e il suo complice Pappineau, rapiscono dalla casa di un facoltoso giudice di Vancouver un bambino. Il ragazzino, però, riesce a scappare dai suoi rapitori e, aggirandosi nei boschi, va a finire in una trappola per orsi. La mattina dopo, Jules Leneau, un cacciatore che vive nei dintorni con la moglie Jane, trova il piccolo e lo soccorre portandolo a casa. Qui, è accolto con grande gioia da Jane che ha appena perso il proprio bambino. Ma "Red" Adair non rinuncia alla sua preda: si presenta da Leneau e ha con lui uno scontro. Lottando, Adair viene colpito e ucciso. Il cacciatore viene così a conoscenza che il piccolo che ha in casa, soprannominato Little Roughneck (piccola peste o piccolo teppista) è stato rapito. Nonostante lo sgomento di Jane, che vorrebbe tenerlo con sé, Leneau decide di riportarlo dal giudice. Ma a Vancouver, scopre che Little Roughneck non è il figlio del giudice, bensì della sua governante, morta da poco. Il giudice, rendendosi conto che il bambino ha trovato una famiglia che lo ama, affida Little Roughneck's a Leneau che lo riporta con sé nei boschi.

## Produzione
Il film fu prodotto dalla Balboa Amusement Producing Company e dalla North Woods Producing Company con il titolo di lavorazione The Little Roughneck (piccolo teppista).

### Cast
B. Reeves Eason Jr.: Attore bambino, era il figlio del regista Reeves Eason. Il ragazzino all'epoca aveva quattro anni. Sarebbe morto in un incidente - travolto da un camion davanti alla sua casa - nell'ottobre del 1921, un mese prima di compiere sette anni.

## Distribuzione
Distribuito dall'Atlantic Distributing Corporation, il film uscì nelle sale cinematografiche USA nel maggio 1918.